# 服部村 (広島県)
服部村（はっとりむら）は、広島県芦品郡にあった村。現在の福山市の一部にあたる。

## 地理
芦田川支流・服部川の上流域に位置していた。

## 歴史
- 1889年（明治22年）4月1日、町村制の施行により、品治郡雨木村、服部本郷村、助元村、新山村、服部永谷村が合併して村制施行し、服部村が発足[1][2]。旧村名を継承した雨木、服部本郷、助元、新山、服部永谷の5大字を編成[2]。
- 1898年（明治31年）10月1日、郡の統合により芦品郡に所属[1][2]。
- 1904年（明治37年）稚蚕共同飼育所開設[2]。
- 1916年（大正5年）郡立蚕業講習所を設立[2]。1917年（大正6年）戸手村に移転[2]。
- 1925年（大正14年）服部郵便局開設[2]。
- 1955年（昭和30年）1月1日、芦品郡駅家町、宜山村、近田村と合併し、駅家町が存続して廃止された[1][2]。

## 産業
- 農業、養蚕、織物業[2]

## 教育
- 1909年（明治42年）村内の小学校を統合し服部尋常小学校開校し、新山・服部本郷に分教場を置き第2学年まで収容[2]。1914年（大正3年）服部尋常高等小学校、1947年（昭和22年）服部小学校と変遷[2]。
- 1947年、服部中学校開校[2]。1949年（昭和24年）駅家町近田村服部村学校組合立駅家中学校服部分校を経て、1952年（昭和27年）服部中学校となる[2]。